# Крајпуташи из Осонице (Ивањица)
Анализом споменика крајпуташа у моравичком крају и упоређивањем са сличним обележјима у другим крајевима, долази се до сазнања о њиховом квалитету и облику, који су се временом мењали.
Нису сви исти. Ни по врсти камена, а ни по облику. Ранији споменици(крајпуташи) рађени су ид студеничког камена и у облику крста. 
У XX веку раде се споменици већином од камена пешчара и сасвим другачијег облика (који се у стручној терминологији називају стеле).  То су високи усоравни каменови махом паралелопипедног облика. Они се такође разликују по висини и по облику. Највише је оних са ‚‚Капићима" (каменим плочама које прекривају споменике ужљебљивањем у једно испупчење на врху. 
Карактеристични су и по томе што скоро сваки има уклесан крст у комбинацији с виновом лозом. На ногима су урезани крстови изнад епитафа.

## Споменик Милутина Луковића
Споменик су му подигли отац Чеда, мајка Анђелија, два сина Драгомир и Миломир и три сестре Милуника, Борика и Јана.
Текст који је исписан на споменику је:
"Ожалости оца Чеда и мајку Анђелију остави два малолетна сина Драгомира и Миломира, три сестре Милунику, Борику и Јану који му спомен подигоше. Живе 30 година а изгуби живот у најлепше доба свог века борећи се храбро са непријатељима за отаџбину."

## Споменик Веселина Букумирића
Веселин Букумирић је био родом из Осонице, имао је 40 година, погинуо је као војник на бугарској граници 9.новембра 1915. године. 

Текст који је исписан на споменику је: 

"Спомен Веселина Букумирића из Осонице који поживи 40. година а као војник II  позива погибе на бугарској граници 9. новембра 1915. године чувајући краља и отаџбину који је учествовао у свим ратовима. Бог да му душу прости. Спомен подигоше му супруга Новка, синови Микаило, Милосав и Милутин."

## Споменик Давида Бошковића
Давид Бошковић , погинуо је у својој 21. години 25. новембра 1914. године у близини Космаја.
Текст који је исписан на споменику је: 

"Овај спомен показује храброг српског војника и борца Давида Н. Бошковића II чете  I батаљона XI пука ст. кад. који славно погибе 25. новембра 1914. године борећо се за краља и отаџбину у блитини Космаја у својој 21. години.
Моји Драги родитељи не жалите вашег умрлог сина који је као јунак погинуо. Би се њиме поносите. Моји драги другови јавите ми вереници нека се удаје да не чека мене.
Овај дични спомен сподиже своме сину ожалошћени отац Никола Бошковић из Осонице."

## Споменик Драгутина Букумире
Драгутин Букумира родом из Осонице, погинуо је на путу за Крф 1915. године.
Текст који је исписан на споменику је: 

"Ој путниче мили роде умољено стани овде и прочитај овај спомен поч. Драгутина Букумире из Осонице војника X пука муниционе колоне I поз. поживео је 40 година а погинуо идући за Крф 1915. године. Бог да му душу прости. Овај му спомен сподиже супруга Миленија и Синови Милан и Радош"

## Споменик Јеврема Стевановића
Јеврем Стевановић родом из Осонице, погинуо је 1915. године борећи се за отаџбину.
Текст који је исписан на споменику је: 

"Спомен Јеврема Стевановића из Осонице војника II  чете  I батаљона X пука II поз. поживео је 36 година а угибе борећи се за отаџбину 1915. године. Спомен му подиже супруга Достана син Велисав сна милица и кћи Милица"

## Споменик Микаила Стевановића
Микаило Стевановић, погинуо је 1912. године у борби са Турцима код Љум Куле 
Текст који је исписан на споменику је: 

"Спомен Микаила Стевановића који поживи 26 година а погибе 26. новембра 1912. године код Љум Куле борећи се са Турцима за српску слободу и отаџбину. Бог да му душу прости. Овај спомен сподижу отац Влајко мајка Спасенија брат Миленко кћи Десанка"